# Нокаут Си-Пи Фрешмарт
Нокаут СП Фрешмарт (англ. Knockout CP Freshmart, тайск. น็อคเอาท์ ซีพีเฟรชมาร์ท, 20 сентября 1990, Таиланд) — тайский боксёр-профессионал, выступающий в минимальной (minimumweight) (до 47,6 кг) весовой категории. Бывший чемпион мира по версии WBA (2014—2024) в минимальном весе. По версии BoxRec на 8 сентября 2022 года занимал 1 место среди боксеров минимального веса и 211 место среди боксеров вне весовой категории.

## Профессиональная карьера

### 2012 год
С первого поединка завоевал молодёжный титул чемпиона мира по версии WBC, десятираундовый бой прошел 22 июня 2012 года, в Бангкоке против боксёра из Филиппин Марзона Гонсалеса Кабилла и завершился в 6-м раунде техническим решением в пользу Фрешмарта. Первая защита титула прошла 3 декабря 2012 года в городе Бангкок против индонезийца Демси Мануфое (6-1-0) 10 раундовый бой, победил нокаутом в 3 раунде.

### 2013 год
2013 году провел две защиты титула оба боя завершил нокаутом, первый бой прошел 26 апреля в городе Кхонкэн на востоке Таиланда, дрался против Марка Антониа Флорида из Филиппин бой завершился нокаутом в 5 раунде, нечего конкурентного противник не показал. Второй бой прошел 10 июля в Бангкоке против джорнимена из Филиппин Бимбо Насионалес, бой завершился ожидаемым нокаутом в 5 раунде.

### 2014 год
Более насыщенным на бои получился год 2014, в нём он провел 5 боев из которых 4 защиты титула, 31 января в городе Убонратчатхани на востоке Таиланда победил дебютанта из Индии Амита Пандгхала (в любительском боксе 32-7-0, сейчас также выступает в любителях) единогласным решением судей, это единственный бой Амита в профессионалах. 28 марта в Бангкоке встретился с филиппинцам Джонатаном Рефугио, выиграл единогласным решением судей (в андеркарде этого вечера бокса выступал его друг и будущий чемпион WBC Ваенхонг Менойотин). 10 июня в Бангкоке выиграл нокаутом в 5 раунде джорнимена из Индии Сандиипа. 25 июля защитил в последний раз свой титул (провёл 7 защит) в городе Чонбури выиграв нокаутом в 5 раунде Криса Алфанте из Филиппин.
К девятому поединку победил по очкам боксёра из Никарагуа, Карлоса Буитраго (27-0-1) и завоевал вакантный титул временного чемпиона мира по версии WBA.

### 2015 год
5 марта 2015 года защитил титул в бою с экс-чемпионом, 43-летним индонезийцем, Мохаммедом Рахманом. 2 июля во второй защите титула встретился с непобежденным боксером из Венесуэлы Алексисом Диазом (16-0-0) и нокаутировал его в 4 раунде.

### 2016 год
4 февраля 2016 года в третий раз защитил титул временного чемпиона мира по версии WBA в бою с боксёром из Никарагуа Карлосом Буитраго с которым ранее встречался и во второй раз выиграл единогласным решением судей.
29 июня 2016 года встретился с чемпионом по версии WBA из Никарагуа Байроном Рохасом для которого это была первая защита титула, бой прошел всю дистанцию и таец выиграл единогласным мнением судей (115—113, 115—113,115—113).
14 декабря провел первую защиту титула против бывшего претендента на титул Шино Оно (19-8-3, 3 КО), победив единогласным мнением судей: 118—109, 117—111 и 118—110.

### 2017 год
1 марта 2017 года в городе Чонбури выиграл нокаутом в 5 раунде двукратного претендента на титул японца Го Одаира (проиграл нокаутами Такаяме и Менойотину). 15 июня встретился с бывшим чемпионом в первом наилегчайшем весе (до 49 кг.) по версии IBO филиппинцем Рей Лорето и выиграл его единогласным решением судей.

### 2018 год
6 марта 2018 года единогласным мнением судей побеждает филиппинца Тото Ландеро (115—113, 117—111, 119—110). 27 июля в Циндао (Китай) в андекарде боя Шо Кимура — Фроилан Салудар, встретился с бывшим чемпионом мира по версии WBC Чжаожонд Хьонг из Китая и выиграл его единогласным мнением судей (116—112 , 118—110,118—110) единственный бой Тамманунна за пределами Таиланда. 29 ноября во второй раз встретился с никарагуанцам Байроном Рохосом и выиграл его единогласным мнением судей: 116—112 , 115—113, 117—111.

### 2019 год
2 августа 2019 года провел седьмую защиту титула против небитого боксера из Филиппин АрАр Андалес (10-0-0), выиграл бой отказом в 8 раунде от угла филиппинца, из-за одностороннего избиения.

### 2020 год
3 марта в Накхонсаван (провинция Накхонсаван,Таиланд) Ньомтронг (20-0-0) ожидаемо справился с претендентом-гейткипером японским ветераном Норихито Танакой (19-7-0). В 3-м раунде чемпион финтом убрал защиту претендента и уронил того на канвас левым хуком в челюсть. Танака продолжил бой, но шансов перехватить инициативу у него не было — Ньомтронг уверенно контролировал ход схватки, одержал 12-ю титульную победу.

### 2021 год
5 октября 2021 года в Бурираме (Таиланд) вышел на очередную защиту своего титула WBA Super в минимальном весе (до 47,6 кг). Против него был претендент — соотечественник Сиридечи Дибуки. Первый раунд прошел под диктовку чемпиона который полностью владел инициативой. Во — втором отрезке претендент побывал в нокдауне, бой продолжился, а в 3-м раунде чемпиона два раза посла в нокдаун оппонента. Рефери прекратил бой.
14 декабря 2021 года на Пхукете (Таиланд) в 10-й защите титула нокаутировал филиппинского панчера Роберта Парадеро (18-2, 12 КО). Филиппинец активно начал бой — бросался вперед с ударом и пытался застать тайского чемпиона размашистыми хуками. В одной из таких атак претендент не удержал равновесие и упал. Чемпион действовал пассивно, в одной из атак даже получив рассечение. С 3-го раунда чемпион нашел ключи к претенденту начав опережать его. В 4-м раунде уставший филиппинец оказался в нокдауне, а от добивания его спас гонг. В следующей трёхминутке он снова бросился на Таммануна, промахнулся и оказался на канвасе. Попытка встать на ноги оказалась неудачной, рефери оценив состояние остановил бой.